# Phoebe Philo

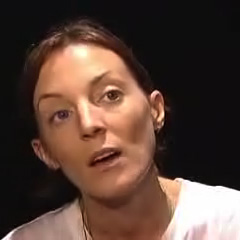
Phoebe Philo

Phoebe Philo OBE (* 1973 in Paris) ist eine britische Modedesignerin.

## Leben
Philos britische Eltern arbeiteten 1973 in Paris. Zwei Jahre später zogen sie zurück nach Großbritannien. Philo wuchs im Londoner Stadtbezirk Harrow-on-the-Hill auf und studierte ab 1993 am Central Saint Martins, das sie 1996 abschloss. Sie arbeitete danach von 1997 an für das französische Modeunternehmen Chloé als Modedesignassistentin ihrer Studienfreundin Stella McCartney. Als McCartney 2001 von Gucci abgeworben wurde, übernahm Philo deren Nachfolge als Chefdesignerin bei Chloé. Im Januar 2006 verließ Philo das Unternehmen Chloé, für das sie in einem Atelier in Paris gearbeitet hatte, und zog zurück nach London. Im September 2008 wurde sie als Nachfolgerin von Ivana Omazić Chefdesignerin beim französischen Damenmode-Unternehmen Céline, einem Tochterunternehmen des französischen Konzerns LVMH. LVMH richtete hierfür ein Atelier in Mayfair (London) für Philo ein. Ende Dezember 2017 gab sie ihren Abschied von Céline bekannt. Ihr Nachfolger wurde ab Februar 2018 Hedi Slimane. Für Januar 2022 kündigte Philo ihr eigenes Label mit LVMH als Minderheitsinvestor an.
Philo hat zwei jüngere Geschwister. Sie ist seit 2004 mit dem britischen Galeristen Max Wigram verheiratet und hat drei Kinder.

## Preise und Auszeichnungen (Auswahl)
- 2005: Elle Style Awards
- 2011: International Award des Council of Fashion Designers of America
- 2014: Officer des Order of the British Empire[6]